# The Captive - Scomparsa
The Captive - Scomparsa (The Captive) è un film del 2014 diretto da Atom Egoyan, che è coautore della sceneggiatura assieme a David Fraser.
Il film è interpretato da Ryan Reynolds, Scott Speedman, Rosario Dawson, Mireille Enos, Kevin Durand e Alexia Fast. Ha partecipato in concorso al Festival di Cannes 2014.

## Trama
Una bambina, Cassandra, viene rapita nell'auto del padre, sceso per pochi minuti per acquistare un dolce in una pasticceria. Il dolore ha lacerato il legame dei genitori, che però non hanno mai perso le speranze di ritrovare la loro bambina.
Otto anni dopo la scomparsa di Cassandra, una serie di eventi indica che potrebbe essere ancora viva. Mentre una task force di polizia sta indagando sul suo possibile rapimento, il padre Matthew, frustrato per la mancanza di progressi e per i sospetti su un suo coinvolgimento nel rapimento, decide di prendere in mano la situazione.

## Produzione
L'idea del film nasce da un fatto di cronaca realmente accaduto in Canada, il rapimento di un bambino in un parco. Con il titolo di produzione Queen of the Night, le riprese del film sono incominciate a Sudbury, Ontario, nel febbraio 2013. In seguito il titolo è stato cambiato in Captives, poi reintitolato definitivamente The Captive.

## Distribuzione
Il film è stato presentato in anteprima e in concorso al Festival di Cannes 2014 il 16 maggio; è stato distribuito nelle sale cinematografiche canadesi il 5 settembre 2014. Negli Stati Uniti è stato distribuito in un numero selezionato di sale e in video on demand dal 12 dicembre 2014.
In Italia non è passato dalle sale cinematografiche, ma è stato distribuito in DVD e mostrato in televisione (su Rai 3 in prima visione il 3 ottobre 2017).